# Idioporus affinis
Idioporus affinis ist die einzige Art der Hautflüglerfamilie Idioporidae innerhalb der Überfamilie der Erzwespen (Chalcidoidea). Die Art wurde 1997 von den Entomologen LaSalle und Polaszek erstbeschrieben. Die Tribus Idioporini innerhalb der Eunotinae wurde 1997 eingeführt und umfasste nur diese eine Art. Burks et al. (2022) führten aufgrund molekularbiologischer und morphologischer Studienergebnisse eine Revision der Pteromalidae durch, in deren Rahmen die Tribus Idioporini aus der Familie Pteromalidae ausgegliedert wurde und in den Rang einer Familie erhoben wurde.

## Merkmale
Burks et al. (2022) beschreiben die Familie Idioporidae anhand folgender morphologischer Eigenschaften: Die Fühler besitzen 9 Geißelglieder. Diese Anzahl beinhaltet vier deutlich getrennte Keulenglieder (Clavomer). Der Clypeus weist eine quer gerichtete subapikale Furche auf. Das flexible Labrum wird vom Clypeus verdeckt. Es ist annähernd rechteckig mit einer Reihe von Randborsten. Die Mandibeln weisen 2 Zähne auf. Die subforaminale Brücke ist mit Postgena getrennt von der unteren Tentoriumsbrücke. Der mesopleurale Bereich ist ohne einen erweiterten Acropleuron. Das Mesepimeron reicht nicht über den Vorderrand des Metapleurons. Alle Beine weisen 4 Tarsenglieder auf. Der protibiale Sporn ist kräftig und leicht gebogen. Der basitarsale Kamm ist längs gerichtet.

## Lebensweise
Das ursprüngliche Verbreitungsgebiet von Idioporus affinis befindet sich in Mittelamerika (Costa Rica, El Salvador, Guatemala, Mexiko). Die Art parasitiert Aleurodicus dugesii (im Englischen als „Giant Whitefly“ bekannt) aus der Familie der Mottenschildläuse, ein Agrarschädling an zahlreichen Nutz- und Zierpflanzen. Idioporus affinis wurde zur biologischen Schädlingsbekämpfung in Kalifornien eingeführt. Studien zeigten, dass Idioporus affinis alle vier Nymphenstadien von Aleurodicus dugesii parasitiert, wobei eine Präferenz für das dritte Nymphenstadium erkennbar ist.